# Chausie
El Chausie (/ˈtʃaʊsi/) es una raza de gato doméstico que se desarrolló criando algunos individuos de las especies gato de la jungla (Felis chaus) a un número mucho mayor de gatos domésticos (Felis silvestris catus). El Chausie fue reconocido por primera vez como una raza doméstica por la Asociación internacional de Gatos (TICA por sus siglas en inglés) en 1995. Dentro de las razas domésticas, el Chausie se clasifica como una raza fuente híbrida no doméstica. Debido a que los Chausie descienden principalmente de gatos domésticos, alrededor de la cuarta generación son completamente fértiles y de temperamento totalmente doméstico.

## Historia
Los primeros híbridos de gatos de la jungla con los gatos domésticos pueden haber nacido en Egipto hace varios miles de años. El gato de la jungla es originario de una vasta región que abarca el sudeste de Asia, India y Medio Oriente (Sunquist, 2002). En su mayor parte, es una especie asiática de gato salvaje que vive junto a ríos y lagos. Pero la especie se encuentra en una pequeña área de África del Norte: el Delta del Nilo. Es bien sabido que los antiguos egipcios tenían gatos domésticos como mascotas. Se han encontrado muchas momias de gatos domésticos enterradas en templos egipcios. Lo que no se sabe tan bien es que otra especie de gato fue preservada ocasionalmente después de la muerte por momificación; ese era el gato de la jungla (Malek, 1993). F. chaus no es una especie tímida; Son conocidos por mudarse a edificios abandonados y vivir tan felizmente por los canales de riego como por los ríos salvajes, siempre que haya presas y arbustos adecuados para cubrirse. Debido a que es probable que los gatos domésticos hayan encontrado con frecuencia gatos de la jungla a lo largo del Nilo y ocasionalmente incluso dentro de las casas de sus dueños, probablemente nacieron allí.  
Algunas personas experimentaron con la cría de F. chaus a F. s. catus a finales de los años sesenta y setenta. Su intención era proporcionar una alternativa sensata para mantener a los gatos no domésticos como mascotas. Sin embargo, la raza Chausie no comenzó realmente hasta la década de 1990, cuando un grupo dedicado de criadores nombró a la raza "Chausie" (después de Felis chaus) y desarrolló un programa y objetivos de cría planificados. Estos criadores solicitaron y recibieron el estado de registro de TICA en 1995. La raza se abrió paso a través de la Nueva Clase de Raza desde mayo de 2001 hasta abril de 2013, y se convirtió en la raza de Campeonato más nueva de TICA el 1 de mayo de 2013. Los Chausie ahora se están criando tanto en América del Norte como en Europa. La raza ha comenzado el nuevo proceso de reconocimiento de raza en la World Cat Federation (WCF).

## Características

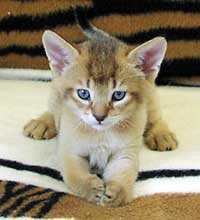
Gatito Chausie. Aún no desarrolla sus características de pelaje y color de ojos.

Actualmente, los Chausies más auténticos producidos son gatos de última generación con temperamentos completamente domésticos. Sus certificados de registro TICA generalmente indican que son de generación "C" o "SBT", lo que casi siempre significa que están cuatro generaciones o más más allá del gato de la jungla. En los casos en que son de generación "A" o "B", generalmente se debe a que se les ha cruzado recientemente a otra raza doméstica para mejorar rasgos cosméticos específicos, pero los gatos están más de cuatro generaciones más allá del puñado de antepasados no domésticos.
Aunque los cruces oficiales, permitidos para la raza Chausie son el abisinio y el gato doméstico de pelo corto (no se reconoce la raza), en la práctica se puede utilizar cualquier tipo de cruzamiento puramente doméstico. Las reglas de TICA solo dictan que los gatos deben tener un cierto número de generaciones eliminadas de los ancestros de los gatos de la jungla y tener tres generaciones de ancestros Chausie registrados para ser elegibles para la competencia en los shows. En consecuencia, una variedad de razas, aunque generalmente razas extrovertidas (ver más abajo), se usaron para desarrollar la raza Chausie y continúan usándose ocasionalmente como cruces. Esto le ha dado a la raza una base genética diversa y saludable.

## Apariencia

### Cuerpo
Los Chausie se crían para ser de tamaño mediano a grande, en comparación con las razas domésticas tradicionales. La mayoría de los Chausie son un poco más pequeños que un Maine Coon macho, por ejemplo, pero más grandes que un siamés. Los machos adultos de Chausie suelen pesar entre 6,8 y 11,3 kg. Las hembras adultas son generalmente de 6,8 a 9 kg.  Sin embargo, debido a que los Chausie están diseñadas para correr y saltar, son de cuerpo y patas alargadas con huesos medios. El torso es de pecho profundo con lados planos. Las orejas son anchas, altas y se colocan altas en la cabeza, separadas por dos dedos humanos. Los pómulos son llamativos (prominentes, largos y angulares) y los ojos están aplanados en la parte superior y forman un medio óvalo debajo.

### Colores y patrones
El estándar TICA para la raza Chausie permite tres colores: negro sólido, atigrado canoso negro y atigrado negro (también conocido como marrón). Debido a que la raza Chausie es relativamente nueva, aún nacen con frecuencia y tienen una variedad de otros colores y patrones, y son mascotas maravillosas. Sin embargo, solo los tres colores permitidos se consideran ideales según los estándares. Solo se pueden ingresar gatos en los tres colores permitidos en las nuevas clases de raza en las exposiciones de gatos, y solo los tres colores serán elegibles para las clases de campeonato. Se prefiere el color de ojos dorado o amarillo, aunque se permiten tonos de verde más amarillos y claros.
Los Chausie negros sólidas pueden tener marcas atigradas débiles (llamadas marcas fantasmas) como gatitos, pero generalmente adquieren una pigmentación densa, incluso negra con la madurez. A veces, los Chausie tabby grizzled negros parecerán indistinguibles de los Chausies negros sólidos cuando la cantidad de grizzling es mínima. La exposición a la luz solar intensa, como ocurre con la mayoría de los gatos negros, puede hacer que los Chausies negros se aclaren ligeramente y se vean marrones. 

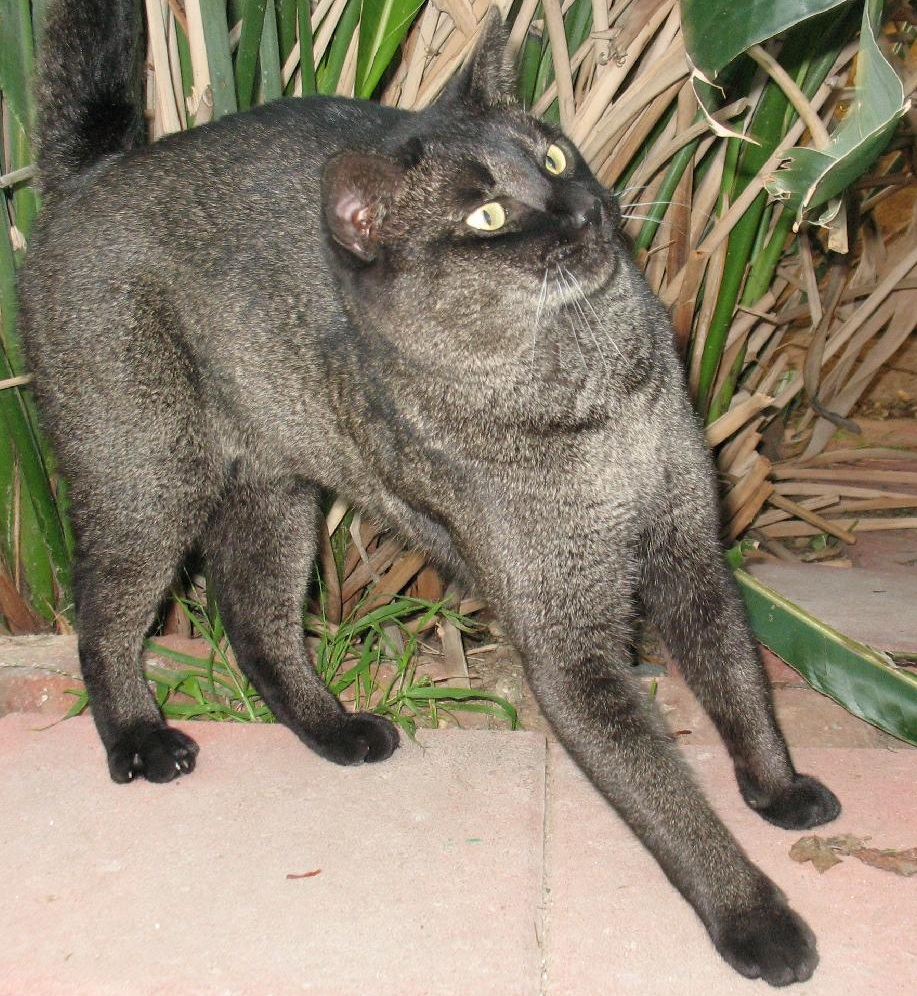
Chausie adulto de la variedad atigrada canosa negra.

Los tabbies grizzled negros son exclusivos de la raza Chausie entre los gatos domésticos. El patrón canoso proviene del gato de la jungla; nunca se encuentra en gatos domésticos a menos que tengan ancestros de F. chaus. Los gatitos a menudo nacen completamente negros, aunque ocasionalmente pueden tener un poco de pelaje de color claro en la barbilla o el cuello al nacer. A medida que los gatitos crecen, comienzan a parecerse cada vez más a los atigrados. Sin embargo, son tabbies con marcas negras sobre negras. Es decir, el color de fondo es una especie de negro parduzco oscuro, y las marcas, como la franja de la línea media en la columna vertebral, son de color negro puro. Además, aparecen bandas alternas de color blanquecino en pelos individuales en el color de fondo. Las bandas están a lo largo de la mitad de cada cabello. La raíz de cada cabello es gris mousie, mientras que la punta de cada cabello es negra. Las bandas de color blanquecino o "tictac" generalmente aparecen primero en el cuello, la barbilla y el abdomen, así como en el interior de las orejas. Más tarde, el grizzling a menudo se extenderá por los lados desde el abdomen hasta casi la columna vertebral. En los gatos más canosos, el canoso se extiende sobre la parte posterior del cuello, en la cara e incluso en las patas y la cola. Por lo general, el grizzling se completa a los 3 años. El efecto en los mejores gatos es espectacular. Sin embargo, Grizzling tiene una amplia gama de expresiones, y algunos gatos nunca tienen más que unos pocos pelos con bandas en las orejas o en un punto del vientre, ocasionalmente ni siquiera eso. 

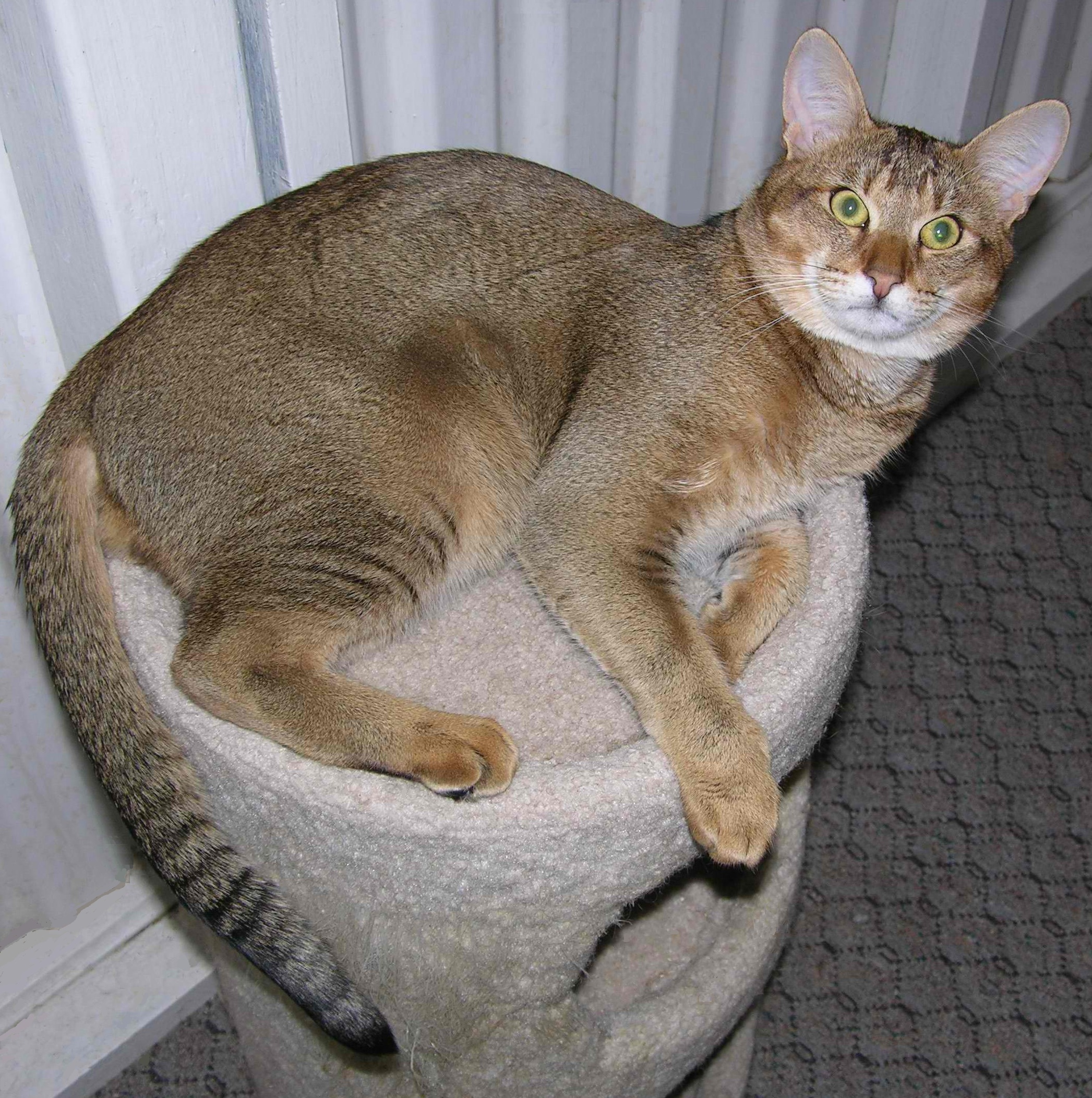
Chausie adulto de la variedad atigrada marcada en negro.

Los Chausie tabby marcados en negro tienen marcas negras, rayas negras en el interior de la parte superior de las piernas y, en menor medida, en el exterior, anillos negros en la cola, una punta de cola negra y marcas de tabby negras alrededor de los ojos. También se conocen como tabbies marcados de color marrón porque, aunque las marcas son negras, el color de fondo es marrón. El color de fondo puede variar en tono en un amplio rango. Si bien los criadores de Chausie intentan evitar producir el color de fondo marrón muy rojizo que se ve en la raza abisinia, producen todo lo demás en el rango. El color de fondo puede ser dorado rojizo, puede ser marrón dorado claro, beige cálido, beige frío e incluso un gris claro muy frío con solo un toque de marrón. Este último es un color de fondo de aspecto muy salvaje. Los polígonos aleatorios influyen en el color de fondo. Cada vez que nace un gatito atigrado negro, los criadores comienzan a adivinar cuál será el color de fondo. Pero nadie sabe realmente hasta que el gato madure.

## Comportamiento
Debido a que los criadores cruzaron los gatos de la jungla de la fundación a razas en su mayoría inteligentes y extrovertidos, como el abisinio y el oriental de pelo corto, los Chausie son gatos inteligentes, activos y atléticos. A menudo están muy "ocupados" como gatitos. Como adultos, son más tranquilos, pero aún conservan una alegría y curiosidad de por vida. A los Chausie no les gustan estar solos; necesitan tener otros gatos como compañeros o tener compañía humana la mayor parte del tiempo. Los Chausie también se llevan bien con los perros y les irá bien si se crían con un amigo canino. Además, los Chausie forman lazos profundos con las personas. Son leales y pueden tener dificultades para adaptarse si se vuelven a alojar como adultos.[cita requerida]
Al igual que con todas las razas de origen híbrido no domésticas, algunos Chausie pueden heredar tractos intestinales similares a los de los ancestros no domésticos. El tracto intestinal puede ser un poco más corto que el del gato doméstico tradicional. Se cree que un tracto intestinal más corto es menos capaz de procesar ingredientes derivados de plantas. Eso incluiría cualquier tipo de cereal, así como verduras, hierbas y especias. Esos ingredientes pueden servir como desencadenantes de la inflamación intestinal crónica y eventualmente conducir a una enfermedad inflamatoria intestinal crónica que se perpetúa por múltiples alergias a las proteínas en la comida comercial para gatos. Independientemente de la causa, los Chausies parecen algo propensas a desarrollar alergias alimentarias. Para evitar esto, los criadores aconsejan a los propietarios de Chausie que usen solo alimentos para gatos comerciales de muy alta calidad, que contengan la menor cantidad posible de ingredientes derivados de plantas, o aconsejan alimentar las dietas caseras de carne cruda o cocida con los suplementos adecuados. Si se alimentan las dietas caseras, debe ser con la guía de alguien experimentado en su preparación, porque la carne por sí sola no contiene todos los nutrientes que requieren los Chausies.